# مدور صغير
المدور الصغير لعظم الفخذ (بالإنجليزية: Lesser trochanter)‏ هو جزء من عظم الفخذ على شكل بروز مخروطي، و حجمها يختلف.

## أهمية سريرية
مُمكن أن تؤدي إلى كسر قلعي.

## صور

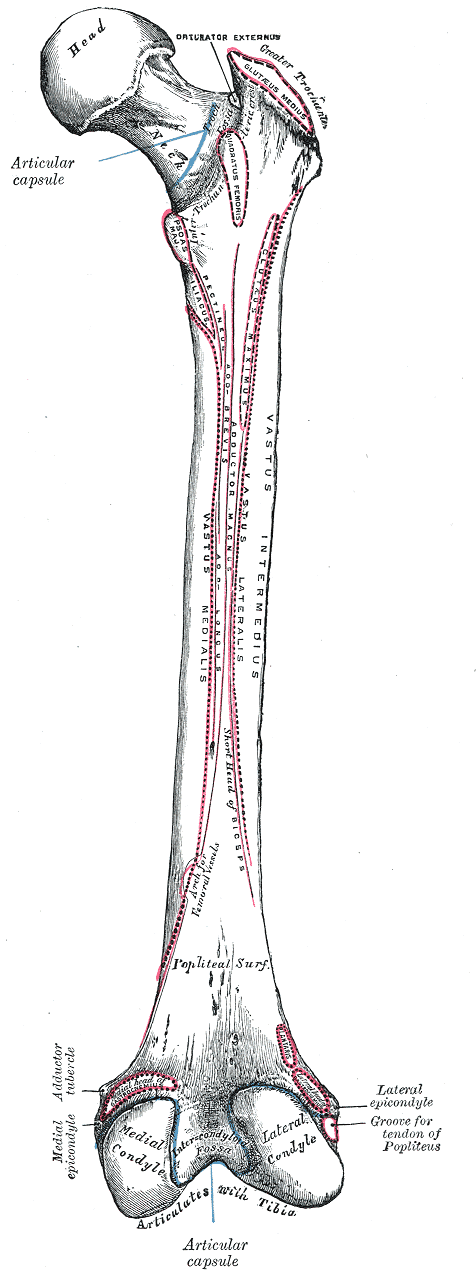
عظم الفخذ الأيمن. الواجهة الخلفية.
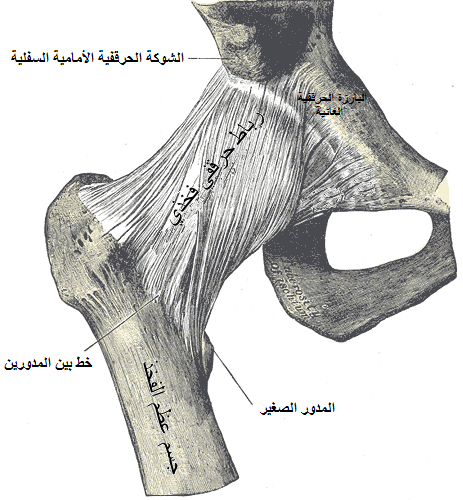
مفصل الورك الأيمن من الأمام.
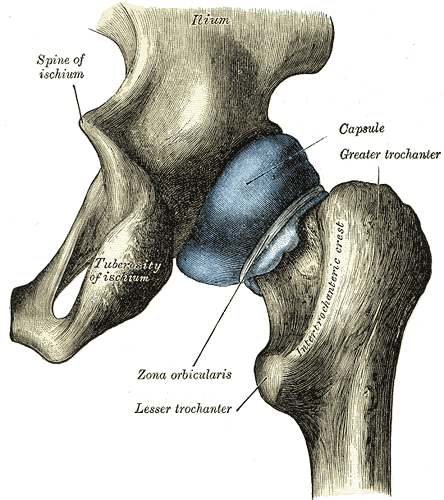
محفظة مفصل الورك.من الخلف.
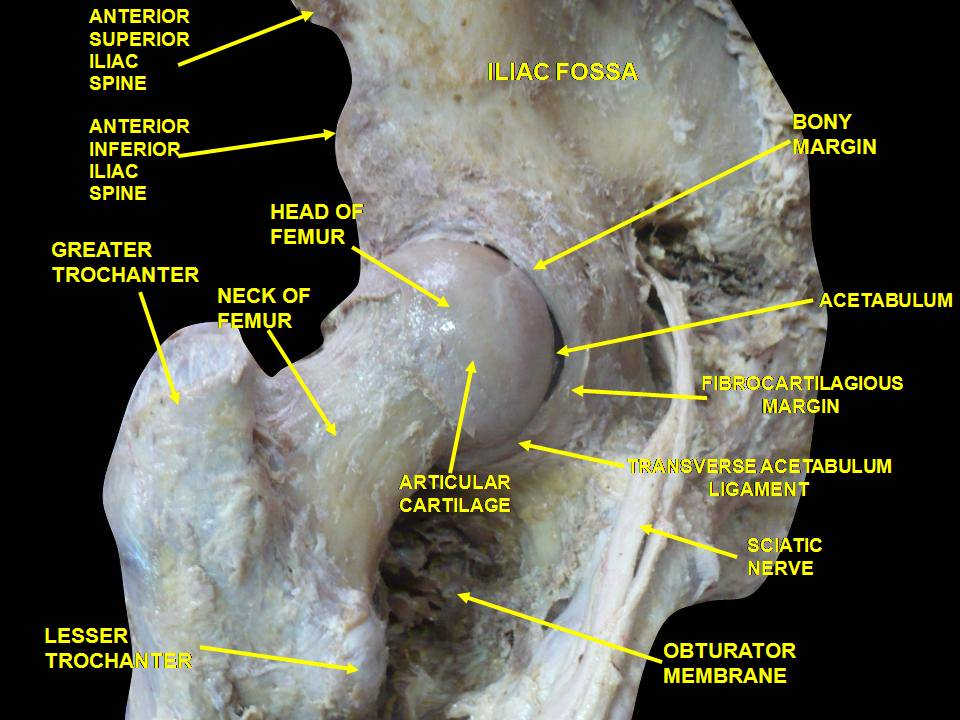
مفصل الورك. رؤية جانبية. مدور صغير
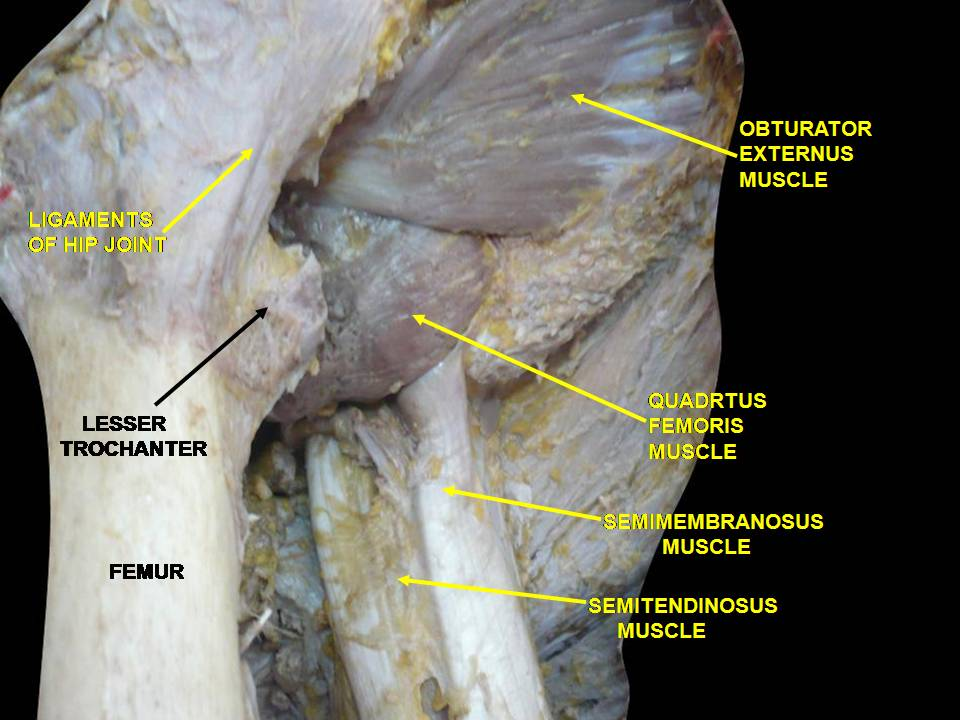
عضلات الفخذ.رؤية أمامية.